# Senna barclayana
Senna barclayana är en ärtväxtart som först beskrevs av Robert Sweet, och fick sitt nu gällande namn av Barbara Rae Randell. Senna barclayana ingår i släktet sennor, och familjen ärtväxter. Inga underarter finns listade i Catalogue of Life.